# Norberto Oberburger
Norberto Oberburger (1º de dezembro de 1960, em Merano) é um ex-halterofilista italiano.
Norberto Oberburger participou de quatro olimpíadas: em Moscou 1980 ele ficou em décimo, na categoria até 90 kg; em 1984, em Los Angeles, ficou com o ouro; em 1988, em Seul, foi o sexto, com 415 kg no total combinado (187,5 no arranque e 227,5 no arremesso); e em Barcelona 1992, o décimo novamente, sendo que nestas últimas edições competira na categoria até 110 kg.
Ele foi vice-campeão europeu em 1984; ficou no terceiro posto no campeonato mundial de 1985 e ainda no campeonato europeu de 1986.
Quadro de resultados

| Ano  | Posição   | Competição                                 | Classe de peso | Marca                |
| 1980 | 10.       | Jogos Olímpicos e Campeonato Mundial *     | 0–90 kg        | 315 kg (147,5+167,5) |
| 1981 | 12./11.** | Campeonato Mundial e Europeu em Lille ***  | –100 kg        | 345 kg (160+185)     |
| 1983 | 7.        | Campeonato Mundial e Europeu em Moscou *** | –110 kg        | 382,5 kg (177,5+205) |
| 1984 | 2.        | Campeonato Europeu em Vitoria-Gasteiz      | –110 kg        | 400 kg (180+220)     |
| 1984 | 1.        | Jogos Olímpicos e Campeonato Mundial *     | –110 kg        | 390 kg (175+215)     |
| 1985 | 3.        | Campeonato Mundial em Sodertelje           | –110 kg        | 397,5 kg (180+217,5) |
| 1986 | 3.        | Campeonato Europeu em Karl-Marx-Stadt      | –110 kg        | 400 kg (180+220)     |
| 1986 | 5.        | Campeonato Mundial em Sófia                | –110 kg        | 390 kg (180+210)     |
| 1988 | 6.        | Jogos Olímpicos                            | –110 kg        | 415 kg (187,5+227,5) |
| 1992 | 11.       | Campeonato Europeu em Karl-Marx-Stadt      | –110 kg        | 342,5 kg (157,5+185) |
| 1992 | 12.       | Jogos Olímpicos                            | –110 kg        | 375 kg (175+200)     |

* Os Jogos Olímpicos de 1980 e de 1984 contaram como campeonatos mundiais de halterofilismo também

** Ficou em 12º no campeonato mundial e 11º no europeu

*** Os campeonatos mundiais e europeus de 1981 e de 1983 foram organizados como um único evento